# Marcos Ana

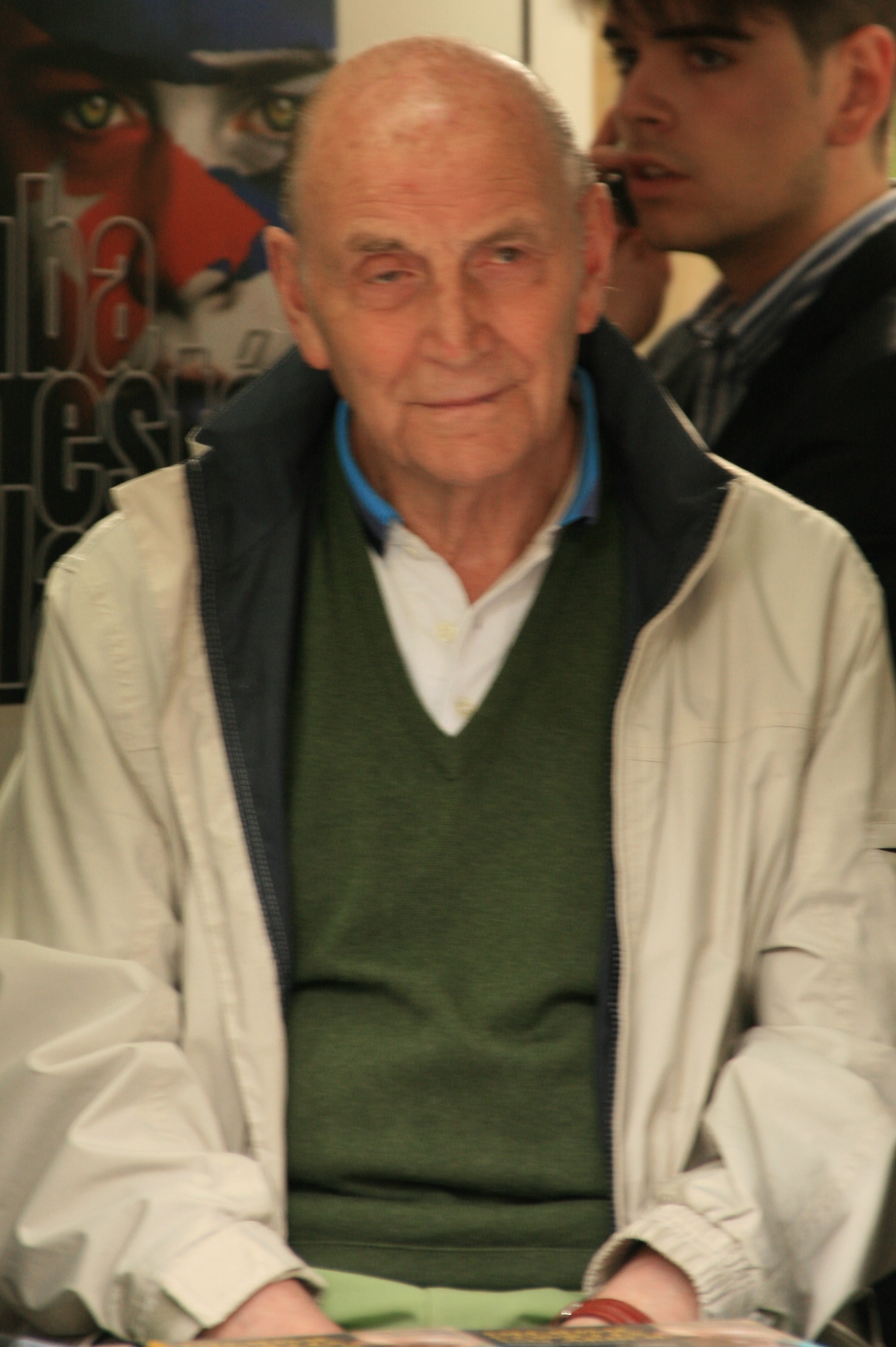
Marcos Ana

Marcos Ana (sinh 20 tháng 1 năm 1920 ở Alconada – mất 24 tháng 11 năm 2016 tại Madrid), tên thật là Fernando Macarro Castillo, là một nhà thơ Tây Ban Nha.

## Tiểu sử
Marcos Ana sinh năm 1920 tại San Vicente. Thời thơ ấu sống ở Ventosa del Río Almar (Salamanca). Xuất thân trong một gia đình nông dân. Năm 18 tuổi (1939) khi cuộc nội chiến kết thúc, bị chính quyền của Francisco Franco bắt giam và kết án tử hình vì tội "liên kết với bọn phản kháng". Sau đó ít lâu lại bị kết án tử hình một lần nữa, theo đạo luật "An ninh quốc gia". Về sau bản án này được chuyển thành án 60 năm tù. Năm 1961, nhờ cuộc vận động quốc tế, Marcos Ana được trả lại tự do sau 22 năm bị cầm tù.

## Tác phẩm
- Những bài thơ viết nơi ngục thất (Poemas desde la cárcel, 1960 - xuất bản ở Brasil), thơ
- Sự cô đơn của tường (Las soledades del muro, 1977), thơ